# Брод (Ленинградская область)
Брод — деревня в Скребловском сельском поселении Лужского района Ленинградской области.

## История
Деревня Жилой Брод упоминается на карте Санкт-Петербургской губернии Ф. Ф. Шуберта 1834 года.

БРОД ЖИЛОЙ — деревня, принадлежит: Ораниенбаумскому дворцовому ведомству, число жителей по ревизии: 4 м. п., 3 ж. п.

генерал-майорше Бегичевой, число жителей по ревизии: 54 м. п., 57 ж. п.

полковнику Илье Бакунину, число жителей по ревизии: 25 м. п., 28 ж. п. (1838 год)

В первой половине XIX века в деревне была возведена деревянная часовня во имя святых мучеников Флора и Лавра.

ЖИЛОЙ БРОД — деревня господ Дашковой, Бакунина и Дворцового правления, по просёлочной дороге, число дворов — 17, число душ — 67 м. п. (1856 год)

БРОД ЖИЛОЙ — деревня владельческая при озере Вреве, число дворов — 12, число жителей: 56 м. п., 67 ж. п. (1862 год)

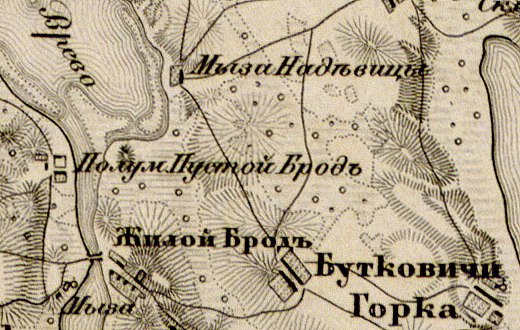
Деревня Брод на карте 1863 года

Согласно карте из «Исторического атласа Санкт-Петербургской Губернии» 1863 года деревня называлась Жилой Брод в ней располагалась мыза.
В 1871 году временнообязанные крестьяне деревни выкупили свои земельные наделы у М. Н. Бакунина и стали собственниками земли.
В 1877—1878 годах временнообязанные крестьяне выкупили свои земельные наделы у П. Ф., С. Ф. Савицких и П. И. Дашковой.
В XIX веке деревня административно относилась ко 2-му стану  Лужского уезда Санкт-Петербургской губернии, в начале XX века — к Югостицкой волости 5-го земского участка 4-го стана.
По данным «Памятной книжки Санкт-Петербургской губернии» за 1905 год деревня состояла из двух смежных: Малый Брод и Большой Брод, которые образовывали Бродское сельское общество.
С 1917 по 1923 год деревни Большой Брод и Малый Брод входили в состав Бродского сельсовета Югостицкой волости Лужского уезда.
С 1923 года, в составе Передольской волости.
С 1924 года, в составе Бутковского сельсовета.

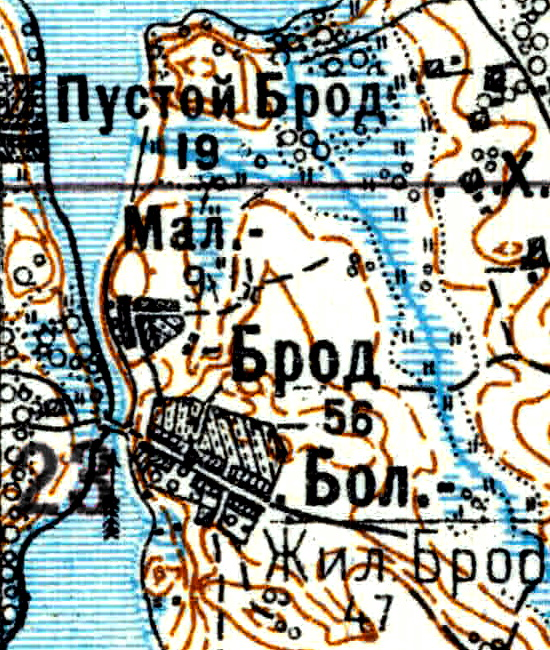
Деревня Бутковичи на карте 1926 года

Согласно топографической карте 1926 года деревня Брод состояла из двух частей: Большой Брод (Жилой Брод), которая насчитывала 47 дворов и Малый Брод (Пустой Брод) — из 19 дворов. В центре Большого Брода находилась часовня. 
По данным 1933 года в состав Бутковского сельсовета Лужского района входили деревни Малый Брод и Большой Брод.
С 1 января 1939 года, деревни Большой Брод и Малый Брод учитываются, как единая деревня Брод.
C 1 августа 1941 года по 28 февраля 1944 года деревня находилась в оккупации.
В 1961 году население деревни Брод составляло 191 человек.
По данным 1966 года деревня Брод также входила в состав Бутковского сельсовета.
По данным 1973 и 1990 годов деревня Брод входила в состав Скребловского сельсовета.
В 1997 году в деревне Брод Скребловской волости проживали 60 человек, в 2002 году — 48 человек (русские — 96 %).
В 2007 году в деревне Брод Скребловского СП проживали 47 человек.

## География
Деревня расположена в южной части района на автодороге 41К-252 (Киевское шоссе — Бутковичи).
Расстояние до административного центра поселения — 7 км.
Расстояние до ближайшей железнодорожной станции Луга I — 26 км.
Деревня находится на восточном берегу озера Врево.

## Демография
| 1838 | 1862 | 1961 | 1997 | 2007 | 2010 | 2017 |
| ---- | ---- | ---- | ---- | ---- | ---- | ---- |
| 169  | ↘123 | ↗191 | ↘60  | ↘47  | ↗83  | ↘51  |

## Улицы
1-я Малобродская, 2-я Малобродская, 2-я Полевая, Верхняя, переулок Галкин Бугор, Горная, Грачевский тупик, Дубовая аллея, Крюков проезд, Кузнецовский переулок, Малобродская, Новая, Озёрный переулок, Полевая, Полуостровная, Рыбацкая, Садовая, Садовый переулок, Тайваньская, Тополиная, Тупиковая, Фермерская, Харламовский переулок, Центральная, Чубаровская.